# Templo Yanqing
Templo Yanqing (chinês tradicional: 延慶寺, chinês simplificado: 延庆寺, pinyin: Yánqìng Sì) é um templo budista localizado 25 quilómetros a oeste da cidade de Wutaishan, Shanxi, China.

## História
O Templo Yanqing foi fundado durante a Dinastia Jin, e o seu Salão Principal remontam também desse período. O Salão Principal  possuí três tramos, seis vigas e ocupa uma área de 13 metros quadrados. O interior do salão é ausente que qualquer pilar; utilizando-se do apoio concedido pelos suportes das duas vigas contínuas.